# Trading sistemático
Trading sistemático (también conocido como trading mecánico) es una forma de definir los objetivos comerciales, los controles de riesgo y las normas que pueden tomar decisiones de inversión y comerciales de manera metódica.
El trading sistemático incluye tanto el trading manual de sistemas, como la automatización total o parcial mediante el uso de computadoras. Aunque los sistemas sistemáticos técnicos son más comunes, también hay sistemas que utilizan datos fundamentales como los de los fondos de cobertura de renta variable long:short y los fondos GTAA. El comercio sistemático incluye tanto el trading de alta frecuencia (HFT, a veces llamado trading algorítmico) como tipos de inversión más lentos, como el seguimiento sistemático de tendencias. También incluye el seguimiento pasivo de índices.
Lo opuesto al comercio sistemático es el comercio discrecional. La desventaja de la negociación discrecional es que puede ser influenciada por las emociones, no es fácilmente comprobable, y tiene un control de riesgo menos riguroso.
El trading sistemático se relaciona con el trading cuantitativo. El trading cuantitativo incluye todo el trading que utiliza técnicas cuantitativas; la mayor parte del trading cuantitativo implica el uso de técnicas de valoración de activos de mercado como los derivados, pero la decisión de trading puede ser sistemática o discrecional.

## Aproximación
Supongamos que necesitamos replicar un índice con futuros y acciones de otros mercados con mayor nivel de liquidez. Un ejemplo de enfoque sistemático sería:
1. Identificar, mediante un análisis fundamental, qué acciones y futuros deben utilizarse para la replicación.
2. Analizar las correlaciones entre el índice objetivo y las acciones y futuros seleccionados, buscando la estrategia que proporcione una mejor aproximación al índice.
3. Definir una estrategia coherente para combinar dinámicamente las acciones y los futuros según los datos del mercado.
4. Simular la estrategia, incluidos los costos de transacción, prórrogas, órdenes de detención de pérdidas y todos los demás controles de riesgos deseados.
5. Aplicar la estrategia en el mundo real utilizando el comercio algorítmico para la generación de la señal y tratando de optimizar las perdidas y ganancias, controlando continuamente los riesgos.

## Elementos
Siguiendo las ideas de Irene Aldridge, quien describe un sistema específico de HFT, un sistema de comercio sistemático más general debería incluir estos elementos:
1. Gestión de datos (en tiempo real y con fines de backtesting)
2. Un sistema de generación de señales (para crear, comprar y vender señales según estrategias predefinidas utilizando métodos cuantitativos)
3. Un sistema de seguimiento de la cartera y de las pérdidas y ganancias
4. Un sistema de gestión de riesgos cuantitativo (que define la exposición por mercado, grupo o cartera)
5. Un subsistema de enrutamiento y ejecución (que normalmente contiene algoritmos de comercio de ejecución, como TWAP, VWAP...)

### Backtesting
El punto clave del comercio sistemático es el uso de pruebas retrospectivas para verificar (al menos parcialmente) las estrategias y alternativas. Es un punto básico en el backtesting tener un acceso fácil y robusto a los datos del comercio. Es un punto básico  en backtesting para tener acceso fácil y robusto a dato comercial.

### Gestión de riesgos
El trading sistemático debería tener en cuenta la importancia de la gestión del riesgo, utilizando un enfoque sistemático para cuantificar el riesgo, límites coherentes y técnicas para definir cómo cerrar las posiciones excesivamente arriesgadas.
El trading sistemático, de hecho, se presta a controlar el riesgo precisamente porque permite a los administradores de dinero definir objetivos de ganancias, puntos de pérdidas, tamaño del comercio y puntos de cierre del sistema de forma objetiva y antes de entrar en cada operación.